# Skøytekongen
Skøytekongen är en norsk svartvit dramafilm från 1953 i regi av Nils R. Müller. I huvudrollen som skridskokungen Hans Hellemo ses Lasse Kolstad. Hans Hellemo är baserad på den norske skridskoåkaren Hjallis Andersen.

## Handling
Skridskokungen Hans Hellemo har vuxit upp under knappa förhållanden. Faderns högsta dröm i livet är att sonen ska få studera. Sonen arbetar som lastbilschaufför och resten av tiden går åt till sporten. Fadern ser med bitterhet hur sonens vänner en efter en börjar studera, medan sonen alltjämt förblir arbetare. Efterhand går det upp för Hans att det inte räcker med att bara vara skridskokung. Han har gift sig och fått barn. Han vill dra sig tillbaka från idrotten, men hans kändisskap hindrar honom: Folket kräver att han ställer upp. Med hjälp av sin fru tar han dock steget och förbereder sig för sitt sista stora lopp.

## Rollista
- Lasse Kolstad – Hans Hellemo
- Sidsel Meyer – Kitten Slåttan
- Espen Skjønberg – Høye, journalist
- Harald Heide Steen – Slåttan, skridskotränare
- Eugen Skjønberg – Hellemo, lastbilschaufför
- Lydia Opøien – Hellemos fru
- Bjarne Andersen – invalid sportentusiast
- Haakon Arnold
- Arne Bang-Hansen
- Bjarne Bø
- Joachim Calmeyer
- Edvard Drabløs – politiker
- Dan Fosse
- Bonne Gauguin
- Sverre Hansen
- Harald Heide-Steen Jr.
- Joachim Holst-Jensen
- Elsa Isefiær
- Torhild Lindal
- Alf Malland
- Maja Lise Rønneberg
- Pål Skjønberg
- Alfred Solaas
- Astrid Sommer
- Johan Sverre
- Axel Thue
- Einar Vaage
- Ottar Wicklund

## Om filmen
Skøytekongen var Nils R. Müllers femte filmregi. Filmen producerades av NRM-Film AS med Sigbjørn Hølmebakk som produktionsledare. Hølmebakk skrev också filmens manus baserat på en idé Bjørn Storberget. Även regissören Müller bidrog med scenarier. Filmen fotades av Sverre Bergli och klipptes av Olav Engebretsen. Musiken komponerades av Maj Sønstevold. Filmen hade premiär den 1 oktober 1953 i Norge.